# Mor synger
Mor synger, otte sange for mezzo-sopran is een verzameling liederen, gecomponeerd door Agathe Backer-Grøndahl. Het zijn acht toonzettingen van teksten van Andreas Lynge. De bundel werd op 19 maart 1901 uitgegeven door Warmuth Musikforlag (nrs. 2523-2530). 
De acht liederen zijn:
1. Skumring in allegretto simplice in E majeur in 2/4-maatsoort
2. Ride, ride ranke in allegretto leggiero in G majeur in 2/4-maatsoort
3. Spaa mig, vesle praestekrave in allegro in F majeur in 2/4-maatsoort
4. Efter en summerfugl in allegro animato in E majeur in 4/4-maatsoort
5. Mor synger in andantino espressivo in D majeur in 2/4-maatsoort
6. Sjaerer in animato in e mineur in 2/4-maatsoort
7. Solstek in allegretto leggiero in E majeur in 4/4-maatsoort
8. I sol og regn in allegro leggiero in G majeur in 4/4-maatsoort

De liederencyclus is opgedragen aan zangeres Olivia Dahl. Ze gaf de première tijdens een concert op 1 oktober 1901 met de componiste achter de piano.